# مظفر شاه الأول سلطان فيرق
مظفر شاه الأول الأول بن السلطان محمود شاه الأول أول سلطان حكم سلطنة فيرق من عام 1528 حتى 1549.  كان نجل السلطان محمود شاه، آخر سلطان في ملقا، عن طريق الزواج من الأميرة أونانغ كينينغ ابنة منصور شاه الأول سلطان كلنتن. 
تم دفنه في قرية بادانغ مارهم، لامبور. 
| سبقه المنصب أُنشئ | سلطان فيرق 1528-1549 | تبعه منصور شاه الأول |

## روابط خارجية
- تاريخ حياة السلطان مظفر شاه الأول